# Miconia gratissima
Miconia gratissima là một loài thực vật có hoa trong họ Mua. Loài này được Benth. ex Triana mô tả khoa học đầu tiên năm 1871.